# Валидное название
Валидное название (от фр. valide — важный, действующий) — в зоологической номенклатуре название, которое используется для таксона согласно правилам Международного кодекса зоологической номенклатуры (МКЗН). В ботанической номенклатуре — правильное, действительное название таксона, осуществлённое с соблюдением правил Международного кодекса ботанической номенклатуры.
В противоположность ему, невалидное название — это название, которое нарушает правила МКЗН. Невалидное название не может считаться правильным научным названием для таксона.
Соответствующим образом определение «валидный/невалидный» применяется и к различным таксонам  (валидный вид, невалидный род и т.п.), подразумевая под этим правомерность употребления того или иного зоологического названия.
Невалидные названия можно классифицировать следующим образом:
- Субъективно невалидные названия — названия, признанные невалидными по индивидуальному научному решению или мнению. Систематики могут различаться во мнениях и поэтому названия, считаемые невалидными одним исследователем, могут быть приняты как валидные другим. Таким образом, они потенциально валидные. Они включают:
  - Субъективные младшие синонимы — синонимы, описанные с разных типовых экземпляров, ранее описанных как отдельные таксоны[4].
  - Младшие вторичные омонимы — синонимы видов, возникшие в результате слияния двух таксономических групп, ранее считавшихся самостоятельными. Например, самостоятельные виды,  по воле случая  имевшие одинаковые видовые названия в результате омонимии, после того как их родовые эпитеты стали синонимами[4].
  - Условно отвергаемые названия — особые варианты, когда название должно было при иных обстоятельствах быть валидным, но по ходатайству Международной комиссией по зоологической номенклатуре было отвергнуто. Это обычно происходит, когда младший синоним имеет более широкое, общепринятое применение, чем старший синоним[4].

- Объективно невалидные названия считаются таковыми по реальным причинам. Такие имена признаются невалидными повсеместно, а не только по индивидуальному мнению, как в случае с субъективно невалидными названиями. В их число входят:
  - Младшие объективные синонимы — названия, описывающие таксон (младший синоним), который был уже описан ранее под другим названием (старший синоним).  МКЗН следует принципу приоритета, согласно которому самое старшее пригодное название имеет преимущество перед более новыми, когда это возможно[4].
  - Младшие омонимы в рангах семейства и рода — названия семейств и родов, которые имели одинаковое написание, но относились к разным таксонам[4].
  - Младшие первичные омонимы в ранге вида — видовые синонимы, получающиеся от двух разных организмов, которые изначально были описаны под одинаковым названием[4].
  - Полностью отвергаемые названия —  особые варианты, когда название полностью отвергнуто Международной комиссией по зоологической номенклатуре. При этом обуславливается, будто оно никогда не было опубликовано и никогда не использовалось, безотносительно к текущей пригодности[4].
  - Частично отвергаемые названия — особые варианты, когда название Международной комиссией по зоологической номенклатуре отвергается  частично. В отличие от предыдущих, они признаются как опубликованные, но используются в целях омонимии, а не приоритета[4].